# Microphis argulus
Microphis argulus är en fiskart som först beskrevs av Peters 1855.  Microphis argulus ingår i släktet Microphis och familjen kantnålsfiskar. Inga underarter finns listade i Catalogue of Life.